# CD FAS
Club Deportivo Futbolistas Asociados Santanecos (FAS) – salwadorski klub piłkarski z siedzibą w mieście Santa Ana, stolicy departamentu Santa Ana. Występuje w rozgrywkach Primera División. Domowe mecze rozgrywa na obiekcie Estadio Óscar Quiteño.

## Osiągnięcia

### Krajowe
- Primera División

| zwycięstwo (19):     | 1952, 1954, 1958, 1962, 1962, 1978, 1979, 1981, 1984, 1995, 1996, 2002 (C), 2002 (A), 2003 (A), 2004 (A), 2005 (C), 2009 (A), 2021 (C), 2022 (A)                                                   |
| drugie miejsce (24): | 1951, 1959, 1961, 1964, 1968, 1969, 1970, 1983, 1988, 1994, 1998, 1999 (C), 2001 (C), 2004 (C), 2006 (C), 2006 (A), 2007 (A), 2008 (C), 2011 (C), 2013 (C), 2013 (A), 2015 (A), 2019 (A), 2024 (A) |

- Copa El Salvador

| zwycięstwo (0):     | –    |
| drugie miejsce (1): | 2017 |

### Międzynarodowe
- Puchar Mistrzów CONCACAF

| zwycięstwo (1):     | 1979 |
| drugie miejsce (0): | –    |

- Copa Interclubes UNCAF

| zwycięstwo (0):     | –    |
| drugie miejsce (1): | 1980 |

## Historia
Klub założony został 16 lutego 1947 roku. FAS jest najbardziej utytułowanym obok odwiecznego rywala, klubu Águila San Miguel, klubem w historii futbolu salwadorskiego. Za najlepszego gracza w historii klubu uważany jest Jorge „Mágico” González.
Obecnie FAS gra w pierwszej lidze salwadorskiej (Primera División de Fútbol Profesional).

## Aktualny skład
Stan na 1 października 2023.
| Nr | Poz. | Piłkarz             |
| -- | ---- | ------------------- |
| 1  | BR   | Kevin Carabantes    |
| 2  | OB   | José Guevara        |
| 3  | OB   | Alexis Díaz         |
| 4  | OB   | Edson Meléndez      |
| 5  | PO   | José Isaac Portillo |
| 6  | NA   | Jerry Ramírez       |
| 7  | NA   | Kevin Reyes         |
| 8  | PO   | Bryan Landaverde    |
| 9  | NA   | Luis Ángel Mendoza  |
| 11 | NA   | Dustin Corea        |
| 12 | NA   | Rafael Tejada       |
| 14 | PO   | Emerson Sandoval    |
| 16 | OB   | Andrés Flores Jaco  |

| Nr | Poz. | Piłkarz               |
| -- | ---- | --------------------- |
| 17 | OB   | Roberto Domínguez     |
| 19 | OB   | Kevin Ardón           |
| 20 | OB   | Ibsen Castro          |
| 21 | NA   | Wilma Torres          |
| 22 | NA   | Joao Plata            |
| 23 | PO   | Jairo Martínez        |
| 24 | OB   | Gerardo Guirola       |
| 25 | BR   | Jonathan Valle        |
| 26 | NA   | Félix Micolta         |
| 27 | NA   | Marvin Márquez        |
| 28 | OB   | Rudy Clavel (kapitan) |
| 29 | PO   | Rodrigo Rivera        |
| 30 | NA   | Caio Mancha           |